# Iaret
Iaret ókori egyiptomi hercegnő és királyné volt a XVIII. dinasztia idején; II. Amenhotep leánya, IV. Thotmesz felesége.
Nevének olvasata nem teljesen biztos; egyetlen kobra képével írják, ami olvasható másképpen is (pl. Uadzset). (Az iaret szóból ered az ureuszkígyó neve is.) Apja uralkodása alatt a királyi család nőtagjai annyira a háttérbe szorultak, hogy nagyon keveset tudni róluk; a több mint tíz gyermek közül, akit biztosan vagy nagy valószínűséggel II. Amenhotepnek tulajdonítanak, ő az egyetlen lány, és őróla is csak közvetetten bizonyítják (címe, „a király lánya” ugyanis nem vonatkozhat más fáraóra).
IV. Thotmeszhez annak 7. uralkodási éve körül ment feleségül. Thotmesznek a második nagy királyi hitvese volt, az első, a talán alacsonyabb származású Nofertari vagy meghalt, vagy félreállították; elképzelhető, hogy Nofertari csak addig volt főfeleség, amíg Iaret el nem érte azt a kort, hogy férjhez mehessen. Iaret elkísérte férjét egy núbiai hadjáratra; Asszuántól délre, Konosszónál fennmaradtak ábrázolásai a fáraóé mellett
Közös gyermekük nem ismert; házasságkötésükkor Thotmesznek már több gyermeke is volt, közülük az egyik mellékfeleség, Mutemwia fia, III. Amenhotep követte a trónon. Nem tudni, mikor halt meg Iaret és hol temették el.
Iaretet ábrázolják egy Konosszóban talált, IV. Thotmesz hetedik uralkodási évére datált sztélén, amelyen az ellenségeire lesújtó fáraó mögött áll, Dedwen és Ha núbiai istenek színe előtt. Ugyanebben az évben feliratok említik a királynét a Sínai-félszigeten lévő Szerabit el-Kadim türkizbányáiban is.
Címei: A király lánya (z3.t-nỉswt), A király nővére (zn.t-nỉswt), Nagy királyi hitves (ḥmt-nỉswt wr.t), A király nagy leánya (z3.t-nỉswt wr.t).